# Национальная политехническая школа (Эквадор)
Национальная политехническая школа — один из старейших государственных вузов Эквадора, расположенный в столице страны, Кито. Основной университетский городок расположен в районе Хирон и включает в себя 10 учебных и исследовательских факультетов, а также четыре специализированные института. Неизменно входит в категорию университетов Группы «A» по Национальной шкале оценки работы вузов.

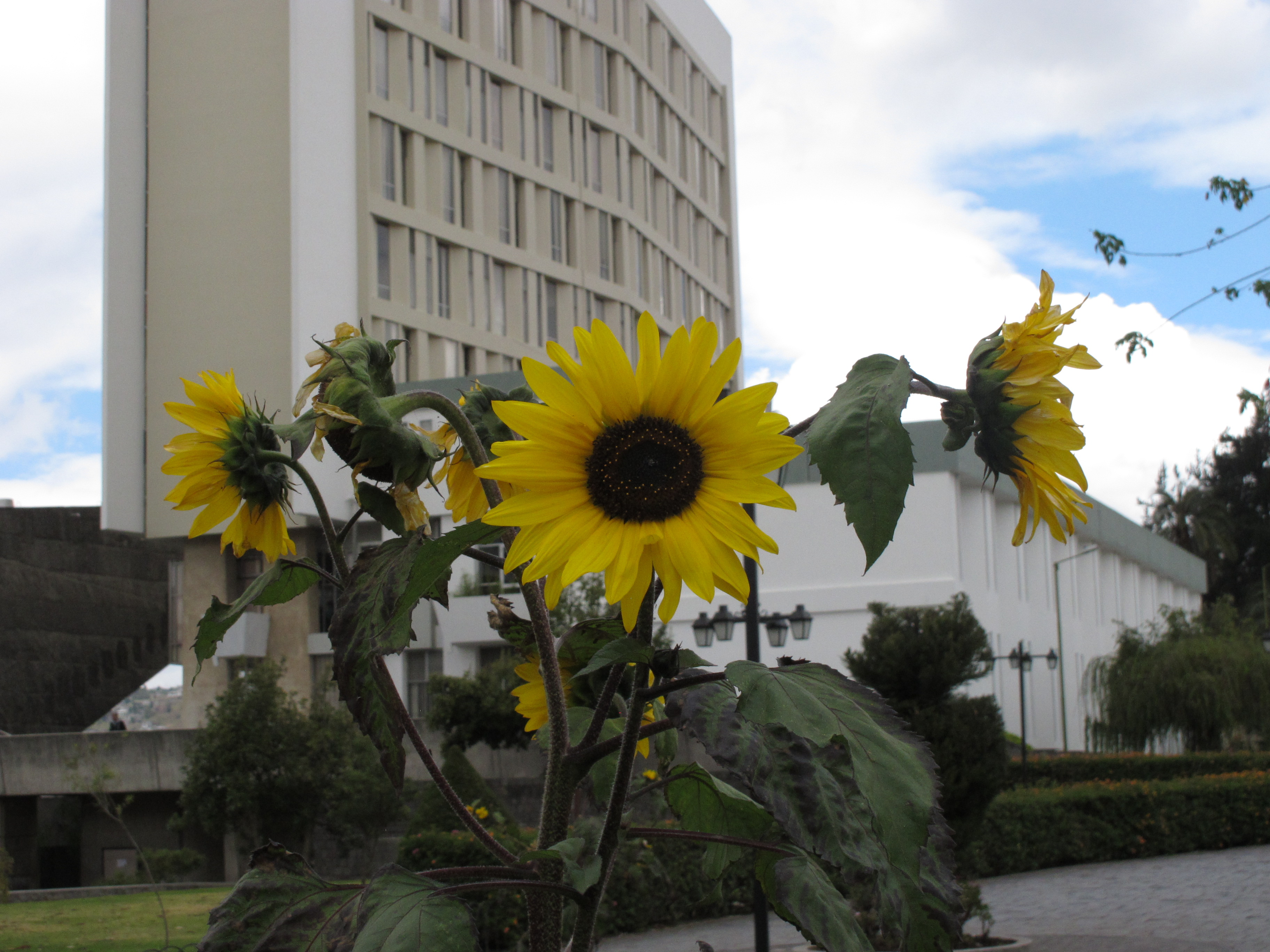
Кампус Национальная политехническая школа (Эквадор)

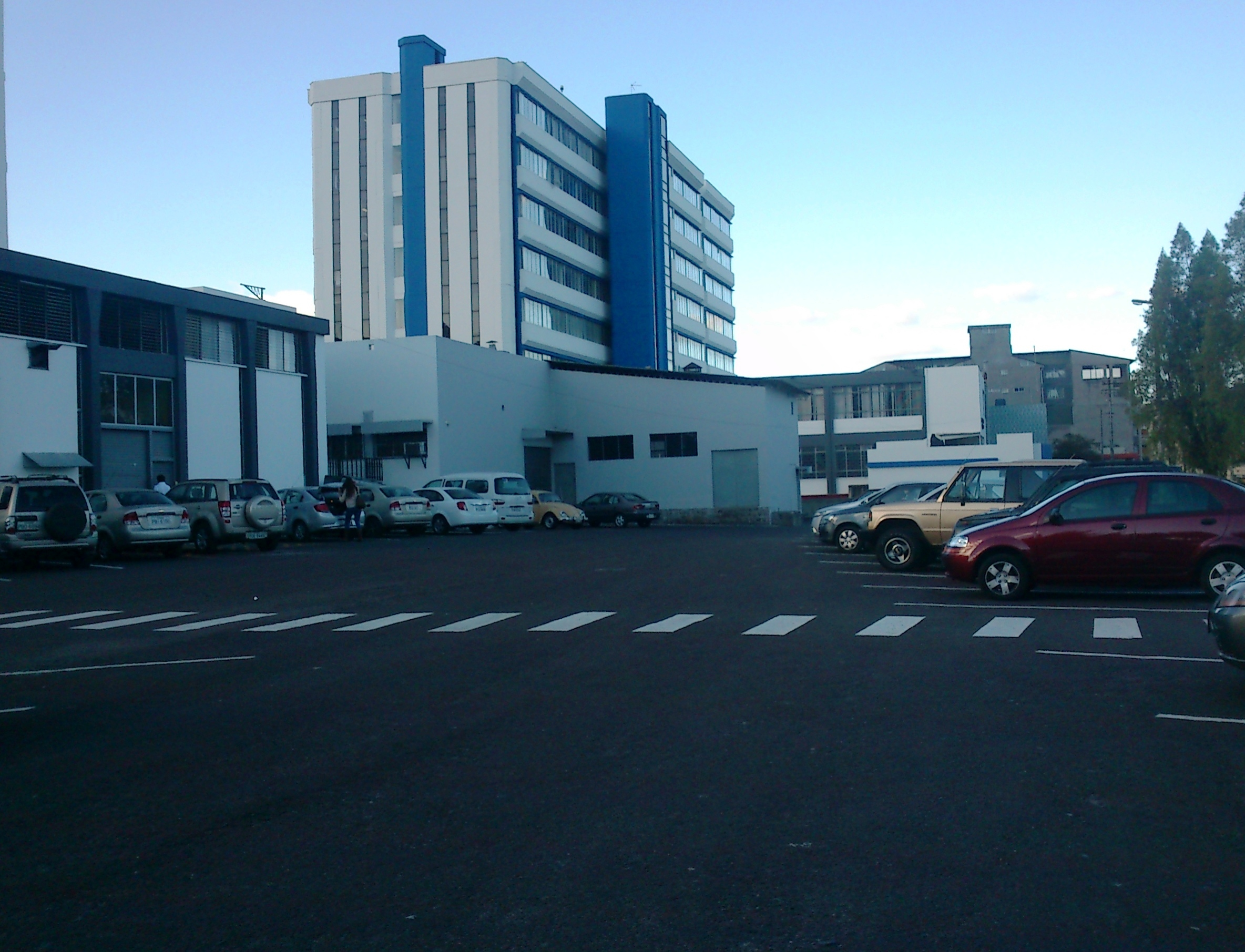
Факультет электротехники и электроники

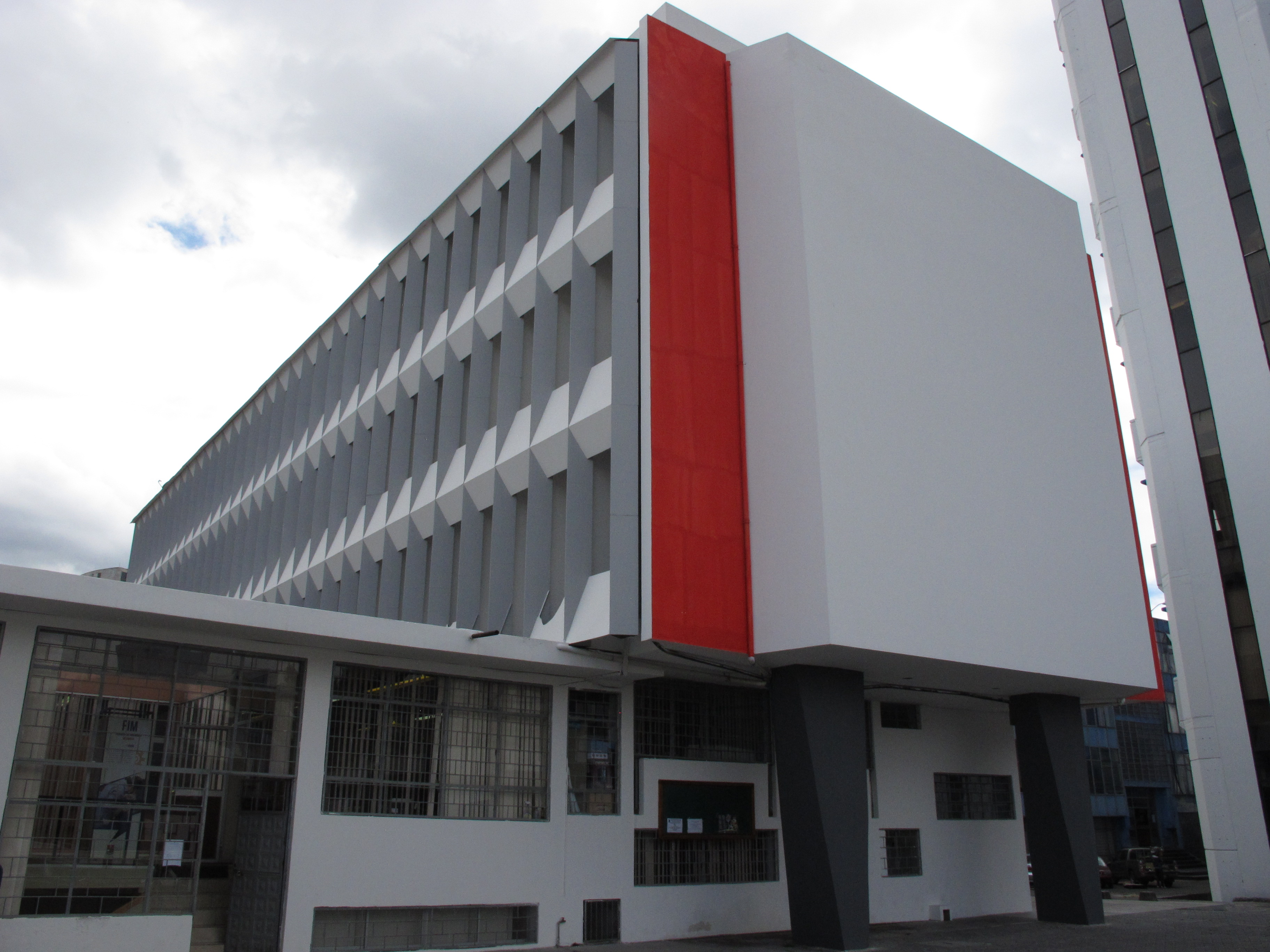
Факультет механики

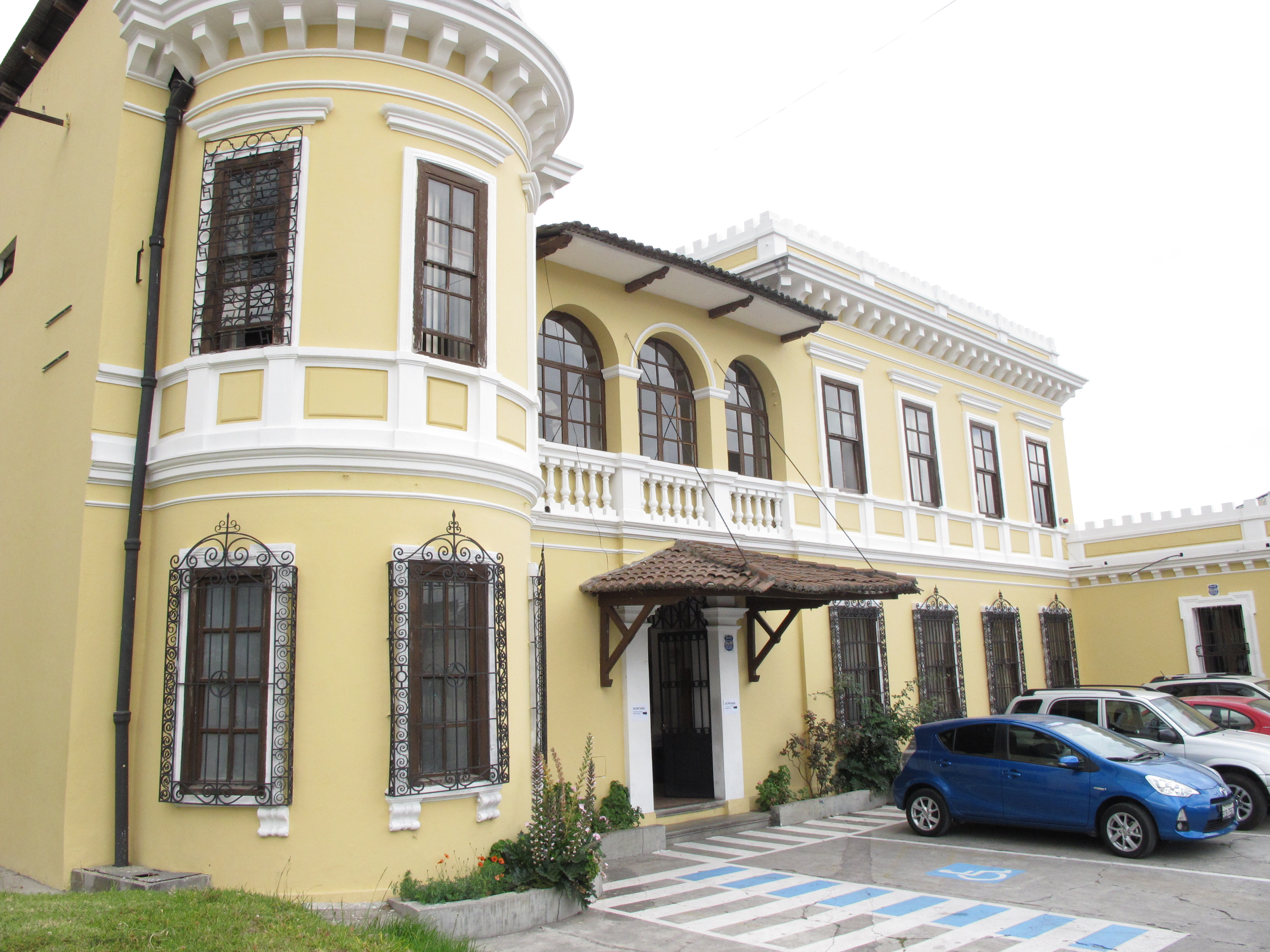
Факультет управления

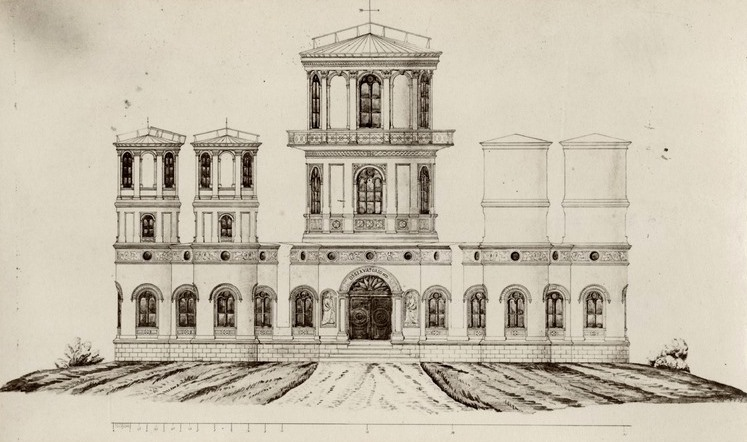
QUITO OBSERVATORY… Concepción artística del Observatorio, según el padre Ludwig Dressel (1873).